# Eckstedt
Eckstedt est une commune allemande de l'arrondissement de Sömmerda, Land de Thuringe.

## Géographie
Eckstedt se situe au sud-est du Bassin de Thuringe ; la Gramme traverse l'est du territoire.
| Großrudestedt |           | Schloßvippach |
| Udestedt      | Eckstedt  | Markvippach   |
|               | Ollendorf |               |

## Histoire
Eckstedt est mentionné pour la première fois en 1191. Au XIIIe siècle, il y a un château-fort qui est détruit peu après ; en 1440, un nouveau château est bâti. En 1556, la famille Vitzthum von Eckstedt élève le château.
Au cours de la guerre de Trente Ans, le village est lourdement touché. En 1635, 121 personnes meurent de la peste. En 1640, le village subit des pillages, l'année suivante un grand incendie. Après une nouvelle reconstruction, le feu revient en 1697. En 1780, le château brûle. En 1860, il est démoli. En 1882, 1882-1883 il devient une grande villa aux allures de château avec des éléments classiques.
Pendant la Seconde Guerre mondiale, 68 hommes et femmes de Pologne, de France, de Yougoslavie et d'Italie sont contraints à des travaux agricoles.
Eckstedt voit l'arrivée des troupes américaines en avril 1945 puis de l'Armée rouge en juillet. Le château est expropriée, le domaine devient des terres agricoles. Le château est sauvé de la démolition au dernier moment par les habitants.

## Source de la traduction
- (de) Cet article est partiellement ou en totalité issu de l’article de Wikipédia en allemand intitulé « Eckstedt » (voir la liste des auteurs).